# Comitatul Meath
Meath (în irlandeză Contae na Mí sau doar An Mhí) este un comitat (județ) din Irlanda.

## Orașe
- Trim